# Omikuji

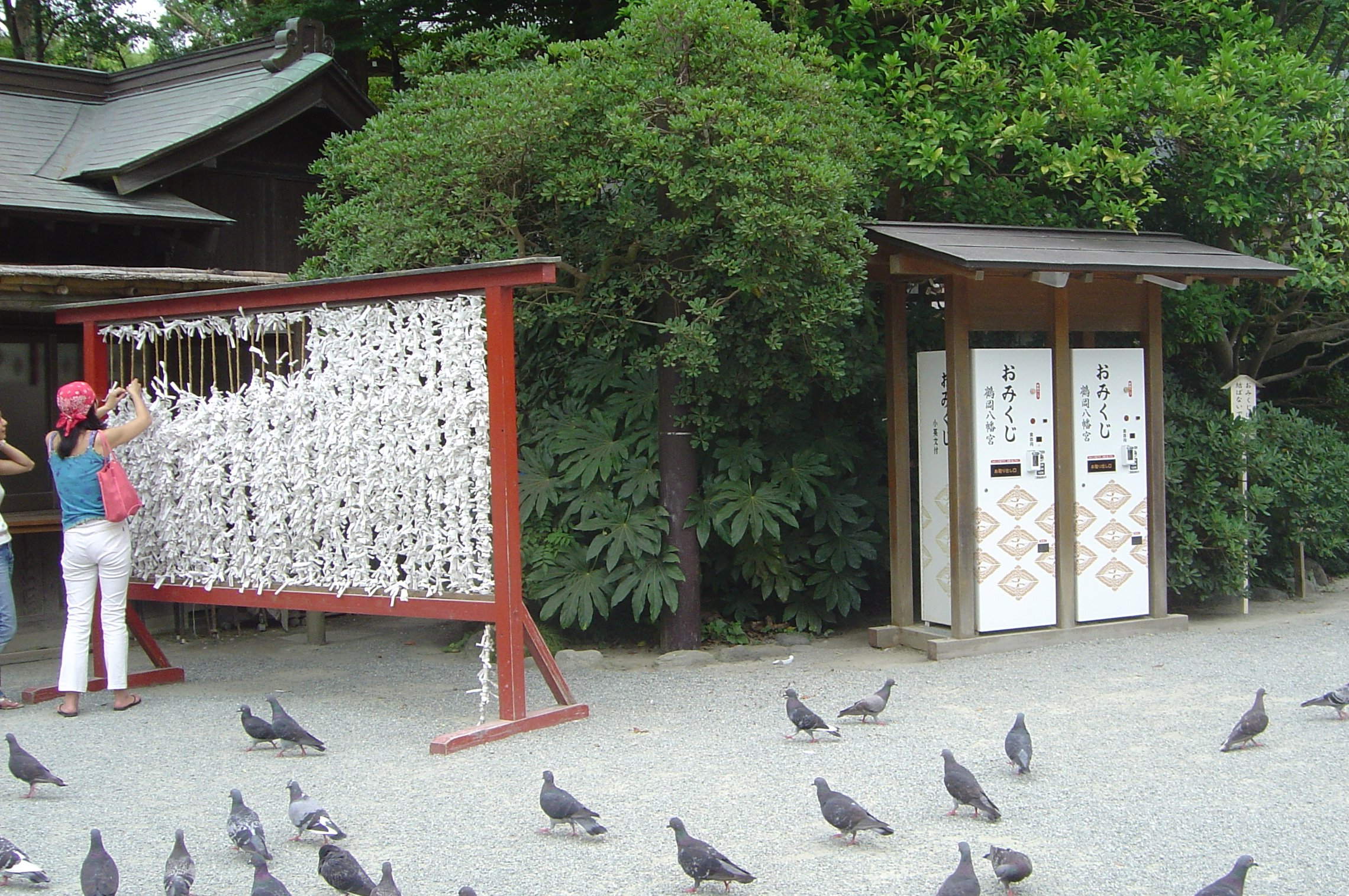
A la derecha, máquinas expendedoras de omikuji; a la izquierda, sitio para atar los omikuji de mala suerte. Santuario Tsurugaoka Hachiman-gū en Kamakura.

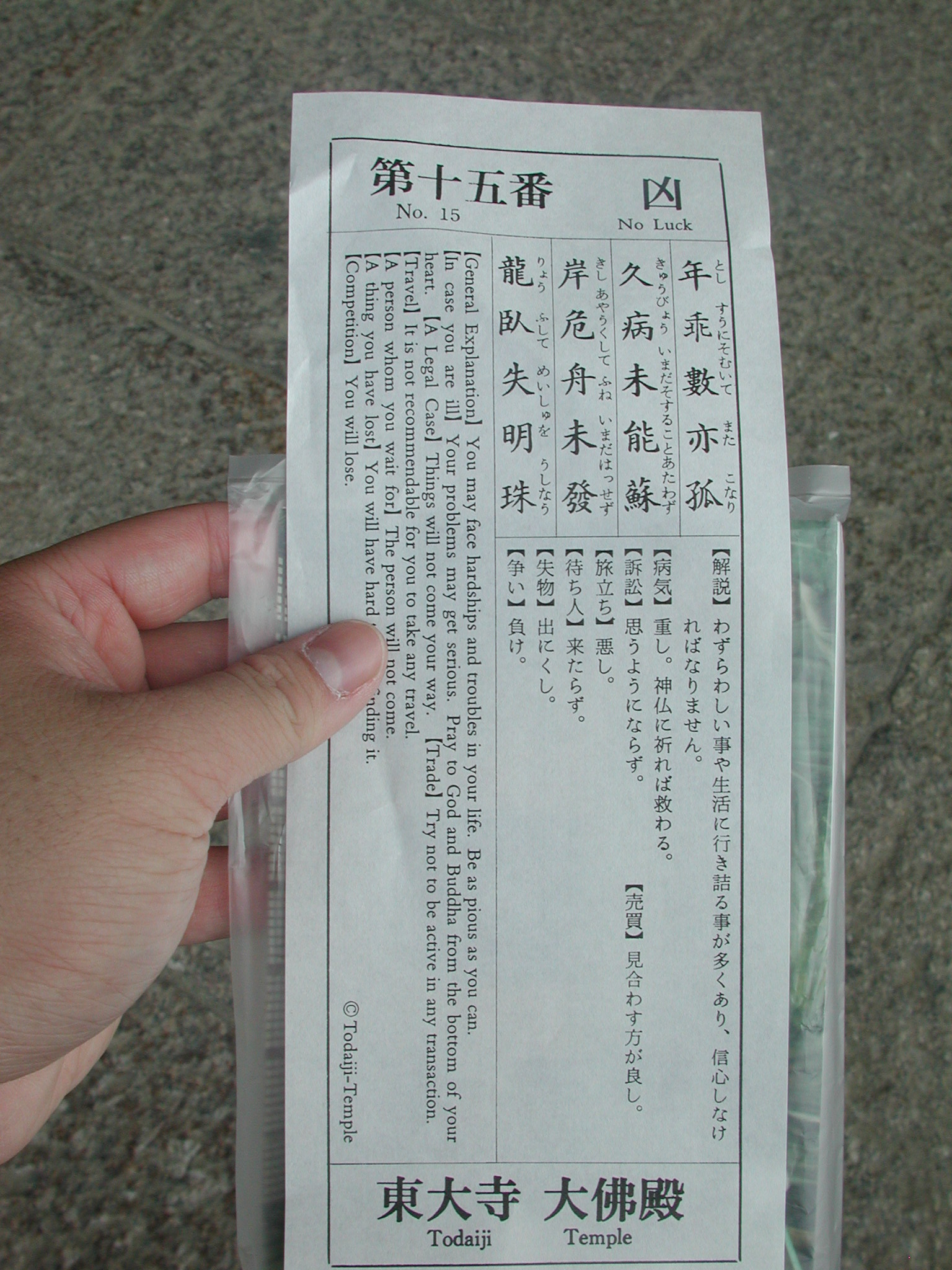
Omikuji bilingüe (en inglés y japonés) de mala suerte (凶) del templo budista Tōdai-ji.

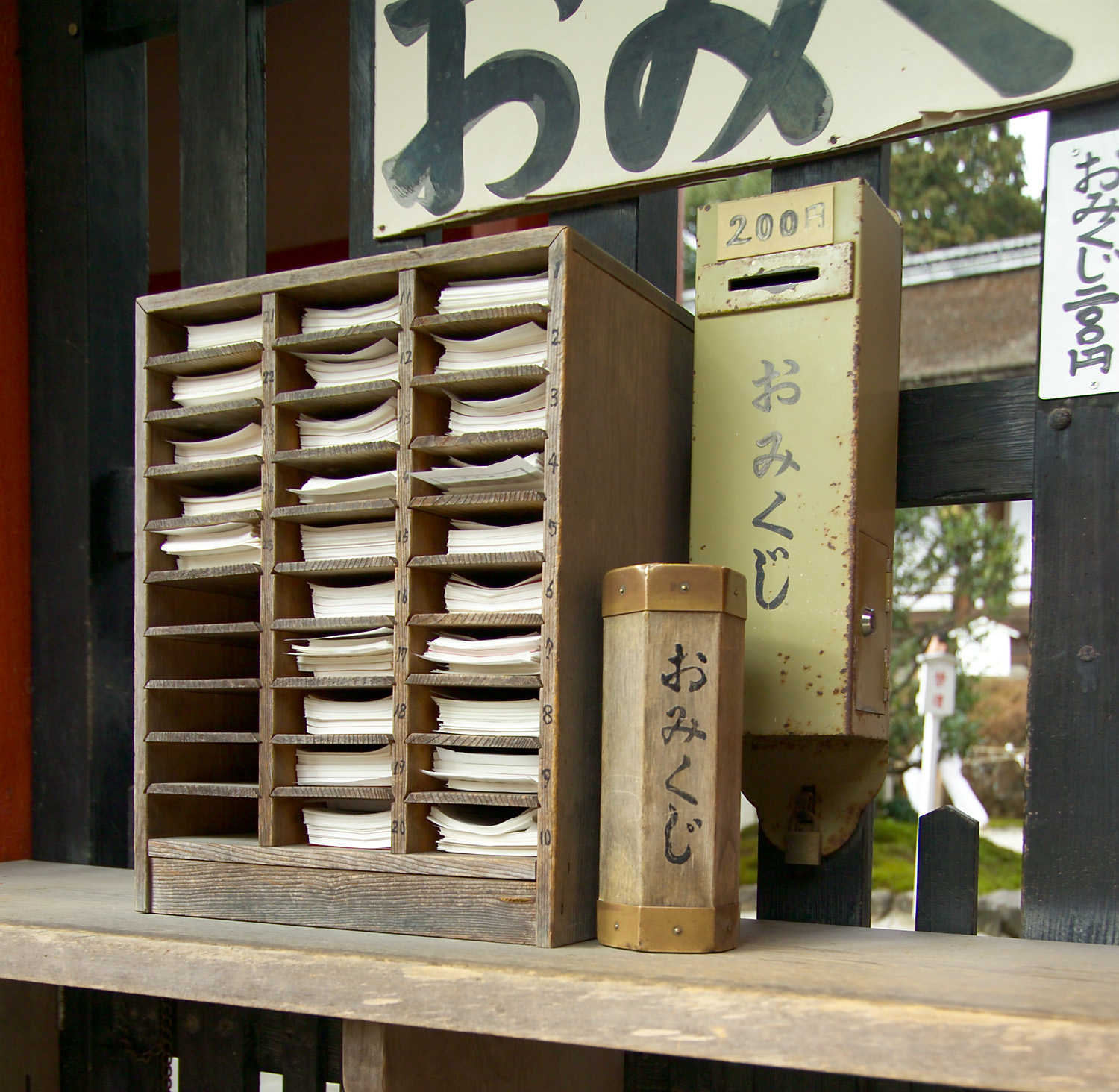
Puesto tradicional de omikuji en el Santuario Kamigamo en Kioto. Se deposita la ofrenda, que consiste en 200 yenes (a la derecha), luego se toma una varita numerada de la pequeña caja (en el centro) y se toma un papel del estante (a la izquierda) dependiendo del número sacado (en este caso del 1 al 25).

El omikuji (おみくじ・お神籤・お御籤・お仏籤・御神籤・御御籤・御仏籤・おみ籤?) o mikuji (みくじ・神籤・御籤・仏籤?) se refiere a las tiras de papel que contienen escritos de manera aleatoria la fortuna y que se distribuyen en los santuarios sintoístas y templos budistas en Japón. Literalmente significa "rifa divina" y son otorgados cuando uno realiza una pequeña ofrenda (como dar una moneda de 5 yenes) y elige un papel al azar de una caja, esperando que dicho papel le dicte la buena fortuna (aunque en la actualidad es más común obtener un omikuji a través de una máquina expendedora).
El omikuji se muestra enrollado o doblado y al abrir el papel se revela la fortuna escrita, que sólo se mostrará un grado de fortuna por papel. Los grados de fortuna son los siguientes:
- Excelente buena suerte (大吉 daikichi?)
- Buena suerte media (中吉 chūkichi?)
- Buena suerte ligera (小吉 shōkichi?)
- Buena suerte (吉 kichi?)
- Media buena suerte (半吉 hankichi?)
- Buena suerte incierta (末吉 suekichi?)
- Buena suerte ligera incierta (末小吉 sueshōkichi?)
- Mala suerte (凶 kyō?)
- Mala suerte ligera (小凶 shōkyō?)
- Media mala suerte (半凶 hankyō?)
- Maldición incierta (末凶 suekyō?)
- Maldición o Gran mala suerte (大凶 daikyō?)

Aparte del grado de fortuna, el omikuji describe aspectos específicos de la vida personal tales como:
- Deseos personales (願事 negaigoto?),
- Una persona que está esperando (待人 machibito?),
- Artículos perdidos (失せ物 usemono?),
- Viajes (旅立ち tabitachi?),
- Negocios (商い akinai?),
- Estudios (學問 gakumon?),
- Especulación de mercado (相場 sōba?),
- Disputas (爭事 arasoigoto?),
- Relaciones amorosas (戀愛 ren'ai?),
- Mudanzas o cambio de residencia (tenkyo?),
- Nacimiento o embarazo (出產 shussan?),
- Enfermedad (病気 byōki?),
- Compromisos o propuestas de matrimonio (縁談 endan?).

Cuando la predicción es de mala suerte, es costumbre doblar el papel y atarlo en un árbol de pino ubicado en el templo. La razón es que la mala suerte quedará esperando en el árbol de pino (realmente es un juego de palabras en japonés con matsu, que puede significar pino (松 matsu?) como sustantivo y esperar (待つ matsu?) como verbo), y no irá al portador. Si el omikuji es de buena suerte, el portador puede guardar el papel.
Etimológicamente el término kuji tiene dos sentidos: el de impartir al azar un veredicto imparcial y el de consultar a la voluntad divina una decisión impartida por el kami. Por lo que el término mikuji puede ser tomado como una voluntad divina impartida al azar.